# Charles Robinson (attore)
Charles Robinson, noto anche con lo pseudonimo di Charlie Robinson (Houston, 9 novembre 1945 – Los Angeles, 11 luglio 2021), è stato un attore statunitense.

## Biografia
Nato a Houston, da Planey Robinson e Ora Barnes. Ha prestato servizio nell'esercito e ha frequentato brevemente l'Università di Houston prima di intraprendere la carriera di attore.
Inizialmente debutto come cantante: da adolescente con il gruppo Archie Bell & the Drells e successivamente con un gruppo chiamato Southern Clouds of Joy.
I suoi crediti cinematografici includono The Black Gestapo, Squadra emergenza, Time Out, Flamingo Road, Willy, il principe di Bel-Air, The Game, Il tocco di un angelo e Antwone Fisher. Nel 1983 venne scelto per un ruolo principale nella serie Buffalo Bill, cancellata dopo 2 stagioni per via dello scarso riscontro sul pubblico. Nel 1984 venne scelto per interpretare il giudice Mac Robinson nella serie Giudice di notte, ruolo che ricoprirà fino alla fine della serie, di cui ha diretto anche 3 episodi.
Dal 1992 al 1995, ha recitato nella sitcom Love & War, sostituendo John Hancock. Successivamente interpretò Bud Harper in Quell'uragano di papà ed apparve in molte altre serie televisive tra cui Dr. House - Medical Division, The Bernie Mac Show, Tutto in famiglia, Soul Food, Streghe, Hart of Dixie, How I Met Your Mother e My Name Is Earl.
È comparso in una pubblicità per NEXTEL in cui chiede a un lavoratore se sta "agitando i miei punti" dopo aver incontrato altri due addetti che fissavano i punti sullo schermo di un computer. Ha anche girato spot pubblicitari per Old Spice, dove ha interpretato il ruolo di un allenatore dei Denver Broncos della NFL, con il Linebacker Von Miller.
Nel 2010 è comparso all'Oregon Shakespeare Festival e ha recitato nel film Jackson, diretto da J.F. Lawton. Nel 2013 è tornato a teatro per interpretare Willy Loman in Morte di un commesso viaggiatore. Dal 2015 al 2019 ha avuto un ruolo ricorrente nella serie Mom, nel ruolo di signor Munson.
Morì l'11 luglio del 2021, all'età di 75 anni, all'ospedale Ronald Reagan UCLA Medical Center, per arresto cardiaco per via di un'insufficienza multiorganale a causa di uno shock settico e di un'adenocarcinoma metastatico.

## Filmografia parziale

### Cinema
- Yellow 33 (Drive, He Said), regia di Jack Nicholson (1971)
- The Black Gestapo, regia di Lee Frost (1975)
- Salvate il Gray Lady (Gray Lady Down), regia di David Greene (1978)
- Apocalypse Now, regia di Francis Ford Coppola (1979)
- Il fiume dell'ira (The River), regia di Mark Rydell (1984)
- Set It Off - Farsi notare (Set it Off), regia F. Gary Gray (1996)
- Preso di mira (Land of the Free), regia di Jerry Jameson (1998)
- Beowulf, regia di Graham Baker (1999)
- Antwone Fisher, regia di Denzel Washington (2002)
- Even Money, regia di Mark Rydell (2006)
- Steam, regia di Kyle Schickner (2007)
- La coniglietta di casa (The House Bunny), regia di Fred Wolf (2008)
- Jackson, regia di J. F. Lawton (2008)
- Pee-wee's Big Holiday, regia di John Lee (2016)

### Televisione
- Difesa a oltranza (Owen Marshall, Counselor at Law) – serie TV, un episodio (1971)
- Firehouse Squadra 23 (Firehouse) – serie TV, un episodio (1974)
- Cannon – serie TV, un episodio (1975)
- A Killing Affair, regia di Richard C. Sarafian – film TV (1975)
- Time Out (The Shadow White) – serie TV, un episodio (1978)
- Lou Grant – serie TV, un episodio (1979)
- Radici - Le nuove generazioni (Roots: The Next Generations) – serie TV, un episodio (1979)
- Flamingo Road – serie TV, 7 episodi (1981)
- Hill Street giorno e notte (Hill Street Blues) – serie TV, un episodio (1982)
- A cuore aperto (St. Elsewhere) – serie TV, un episodio (1982)
- Tre assi per un omicidio (Rehearsal for Murder), regia di David Greene – film TV (1982)
- Buffalo Bill – serie TV, 18 episodi (1983-1984)
- Giudice di notte (Night Court) – serie TV, 180 episodi (1984-1992)
- Hotel – serie TV, un episodio (1986)
- Driving Academy - Scusi, dov'è il freno? (Crash Course), regia di Oz Scott – film TV (1988)
- Love & War – serie TV, 57 episodi (1992-1995)
- CBS Schoolbreak Special – serie TV, un episodio (1993)
- Willy, il principe di Bel-Air (The Fresh Prince of Bel-Air) – serie TV, un episodio (1995)
- Quell'uragano di papà (Home Improvement) – serie TV, 9 episodi (1995-1999)
- Ink – serie TV, 22 episodi (1996-1997)
- Buddy Faro – serie TV, 13 episodi (1998-2000)
- Il tocco di un angelo (Touched by an Angel) – serie TV, un episodio (1999)
- Soul Food – serie TV, un episodio (2001)
- Due ragazzi e una ragazza (Two Guys and a Girl) – serie TV, un episodio (2001)
- Miss Lettie and Me, regia di Ian Berry – film TV (2002)
- Tutto in famiglia (My Wife and Kids) – serie TV, un episodio (2002)
- Prima o poi divorzio! (Yes, Dear) – serie TV, un episodio (2003)
- Carnivàle – serie TV, un episodio (2003)
- Still Standing – serie TV, 2 episodio (2004-2006)
- The Bernie Mac Show – serie TV, un episodio (2004)
- Pazzi d'amore (Committed) – serie TV, un episodio (2005)
- Streghe (Charmed) – serie TV, un episodio (2005)
- Dr. House - Medical Division (House, M.D.) – serie TV, un episodio (2005)
- Cold Case - Delitti irrisolti (Cold Case) – serie TV, un episodio (2005)
- How I Met Your Mother – serie TV, 3 episodi (2006)
- The Riches – serie TV, un episodio (2007)
- My Name Is Earl – serie TV, un episodio (2007)
- 30 Rock – serie TV, un episodio (2008)
- Big Love – serie TV, un episodio (2009)
- La vita segreta di una teenager americana (The Secret Life of the American Teenager) – serie TV, un episodio (2010)
- $h*! My Dad Says – serie TV, un episodio (2010)
- Harry's Law – serie TV, un episodio (2011)
- The Soul Man – serie TV, un episodio (2012)
- Hart of Dixie – serie TV, 16 episodi (2012-2015)
- K.C. Agente Segreto (K.C. Undercover) – serie TV, 2 episodi (2015-2017)
- Mom – serie TV, 7 episodi (2015-2019)
- Grey's Anatomy – serie TV, un episodio (2016)
- Disjointed – serie TV, un episodio (2017)
- The Guest Book – serie TV, 11 episodi (2017-2018)
- This Is Us – serie TV, 2 episodi (2018)
- NCIS - Unità anticrimine (NCIS) – serie TV, episodio 16x05 (2018)
- Better Things – serie TV, un episodio (2019)
- A casa di Raven (Raven's Home) – serie TV, un episodio (2020)
- L'amore ai tempi del corona (Love in the Time of Corona) – serie TV, 4 episodi (2020)

## Doppiatori italiani
Nelle versioni in italiano delle opere in cui ha recitato, Charles Robinson è stato doppiato da:
- Angelo Nicotra ne Il fiume dell'ira, Disjointed
- Marco Bonetti in Driving Academy - Scusi, dov'è il freno?
- Diego Reggente in Buddy Faro
- Claudio Fattoretto in Beowulf
- Elio Zamuto in Miss Lettie and Me
- Edoardo Nordio in Carnivàle
- Dario De Grassi in Dr. House - Medical Division
- Sergio Fiorentini in Cold Case - Delitti irrisolti
- Paolo Marchese in Even Money
- Stefano Albertini in How I Met Your Mother
- Gaetano Lizzio in 30 Rock
- Stefano Mondini in K.C. Agente Segreto
- Roberto Fidecaro in Mom
- Gerolamo Alchieri in Pee-wee's Big Holiday
- Bruno Alessandro in Grey's Anatomy
- Pietro Biondi in NCIS - Unità anticrimine
- Carlo Valli in L'amore ai tempi del corona